# Дужки Лагранжа
Дужки Лагранжа — бінарна операція в гамільтоновій механіці, тісно пов'язана з іншою бінарною операцією, дужками Пуассона. Дужки Лагранжа були введені Лагранжем у 1808—1810 роках для математичних виразів у класичній механіці. На відміну від дужок Пуассона, зараз дужки Лагранжа практично не використовуються.

## Означення
Нехай (q1, …, qn, p1, …, pn) — набір канонічних координат у фазовому просторі. Якщо кожну з них виразити функцією двох змінних, u і v, то в цьому випадку дужки Лагранжа від u та v можна визначити за допомогою формули
{\displaystyle [u,v]_{p,q}=\sum _{i=1}^{n}\left({\frac {\partial q_{i}}{\partial u}}{\frac {\partial p_{i}}{\partial v}}-{\frac {\partial p_{i}}{\partial u}}{\frac {\partial q_{i}}{\partial v}}\right).}
Ця формула відрізняється  від означення дужок Пуассона  перестановкою чисельників і знаменників в операторах частинних похідних.

## Властивості
- Як і дужки Пуассона, дужки Лагранжа є антикомутативними, що очевидно безпосередньо випливає з їхнього означення:

{\displaystyle [u,v]_{q,p}=-[v,u]_{q,p}.}
- Дужки Лагранжа не залежать від набору канонічних координат (q, p): наприклад, якщо (Q,P) = (Q1, …, Qn, P1, …, Pn) є іншим набором канонічних координат, причому {\displaystyle \{Q=Q(q,p),\;P=P(q,p)\}} — це канонічне перетворення, то дужки Лагранжа є інваріантом цього перетворення в тому сенсі, що

{\displaystyle [u,v]_{q,p}=[u,v]_{Q,P}.}
Внаслідок цього індекси, що позначають канонічні координати, часто опускаються.
- Якщо Ω є симплектичним простором у 2n-вимірному фазовому просторі W і u1, …, u2n — набір координат в W, то канонічні координати (q, p) можна виразити за допомогою функцій від координат u, а матриця дужок Лагранжа

{\displaystyle [u_{i},u_{j}]_{p,q},\quad 1\leq i,j\leq 2n},
що розглядається в даному випадку як тензор, є компонентами Ω  в координатах u. Ця матриця є оберненою до матриці, що утворена дужками Пуассона
{\displaystyle \{u_{i},u_{j}\},\quad 1\leq i,j\leq 2n}
в координатах u.
- Як наслідок попередніх властивостей, координати (Q1, …, Qn, P1, …, Pn) в фазовому просторі є канонічними тоді і тільки тоді, коли дужки Лагранжа між ними мають вигляд

{\displaystyle [Q_{i},Q_{j}]_{p,q}=0,\quad [P_{i},P_{j}]_{p,q}=0,\quad [Q_{i},P_{j}]_{p,q}=-[P_{j},Q_{i}]_{p,q}=\delta _{ij}.}